# Rivière Témiscamie Est
Rivière Témiscamie Est är ett vattendrag i Kanada.   Det ligger i provinsen Québec, i den östra delen av landet, 700 km norr om huvudstaden Ottawa.
I omgivningarna runt Rivière Témiscamie Est växer i huvudsak barrskog. Trakten runt Rivière Témiscamie Est är nära nog obefolkad, med mindre än två invånare per kvadratkilometer.